# Guibemantis timidus
A Guibemantis timidus  a kétéltűek (Amphibia) osztályába és  a békák (Anura) rendjébe aranybékafélék (Mantellidae) családjába tartozó faj. 

## Előfordulása
Madagaszkár endemikus faja. A sziget keleti-északkeleti felén, valamint a Sainte-Marie-szigeten honos.

## Megjelenése
Közepes méretű Guibemantis faj. A hímek testhossza 34–55 mm, az egyetlen megfigyelt nőstényé 44 mm. Morfológiailag nagyon hasonlít a Guibemantis tornieri fajhoz, csak mellső lába rövidebb.

## Természetvédelmi helyzete
A vörös lista a nem fenyegetett fajok között tartja nyilván. Nincs információ arról hogy védett területen előfordul-e. Élőhelyének változásához jól alkalmazkodik.